# Exploziile de la Crevedia
Exploziile de la Crevedia reprezintă o serie de trei explozii desfășurate la o stație GPL, în Crevedia, județul Dâmbovița, în seara de 26 august 2023.

## Desfășurarea evenimentului
Conform declarațiilor preliminare ale procurorului general, Alex Florența, a doua zi după eveniment, lucrurile s-au desfășurat după cum urmează: la ora 8:30, 2 cisterne se aflau la stația GPL. În jurul orei 18:00 a ajuns o a treia cisternă care se presupune că ar fi avut probleme la o roată, așadar s-a transferat gazul petrolier lichefiat într-o altă cisternă. În condiții neelucidate, sub cisterna cu gaz a apărut o sursă de foc. Angajatul a remarcat, le-a cerut celor 4 angajați nepalezi să iasă și să oprească traficul, în acest timp cei doi șoferi încercau să stingă flăcările. La scurt timp a avut loc prima explozie, în interval de circa o oră au ajuns la fața locului diferite echipaje de intervenție. Apoi a urmat a doua explozie, cea mai puternică care a rănit pompierii care interveneau.
Expertul bulgar Svetoslav Bencev a afirmat că procedura de transfer a gazului lichefiat dintr-o cisternă în alta este interzisă din cauza riscului de explozie, aceasta fiind cauza imediată care a produs exploziile.

## Stingerea incendiului
Focul a fost localizat la ora 01:30, și stins la ora 03:29. O rămășită a unei cisterne a fost găsită la aproximativ 1,7 kilometri de la locul exploziei.

## Victimele
Două persoane au decedat în primele 24 de ore — una cu arsuri pe 95% pe suprafața corpului a murit a doua zi la spital, iar cealaltă a murit pe loc din cauza infarctului. 12 persoane au fost tranferate în străinătate, 4 fiind în stare critică, dar transportabile. Restul fie erau răniți prea grav pentru a putea fi transportați (trei persoane cu arsuri de peste 95% pe suprafața corpului, dintre care un civil a decedat la patru zile după explozie și doi angajați ai stației GPL care au murit după o săptămână), sau dimpotrivă, nu aveau arsuri prea grave și puteau fi tratați în spitalele din România. 42 persoane au fost externate (40 din spitale din țară și 2 din spitale din străinătate) după cel mult 20 zile de spitalizare. O a șasea persoană a murit la Lubeck, în Germania, pe data de 30 septembrie.